# Tabarka
Tabarka (arabiska: طبرقة) är en kuststad i nordvästra Tunisien, cirka två mil från gränsen till Algeriet. Den tillhör guvernementet Jendouba och hade 19 770 invånare vid folkräkningen 2014.
Tabarka är en av grönaste städerna i Tunisien. Den är omgiven av stränder i norr, och av kullar med korkek, pinjeträd och mimosor i söder. Här finns även golfbanor. Korallreven utanför Tabarka och närheten till ögruppen La Galite gör att staden är ett centrum för sportdykning.
På sommaren (vanligen i juli) äger Tabarka Jazz Festival rum.

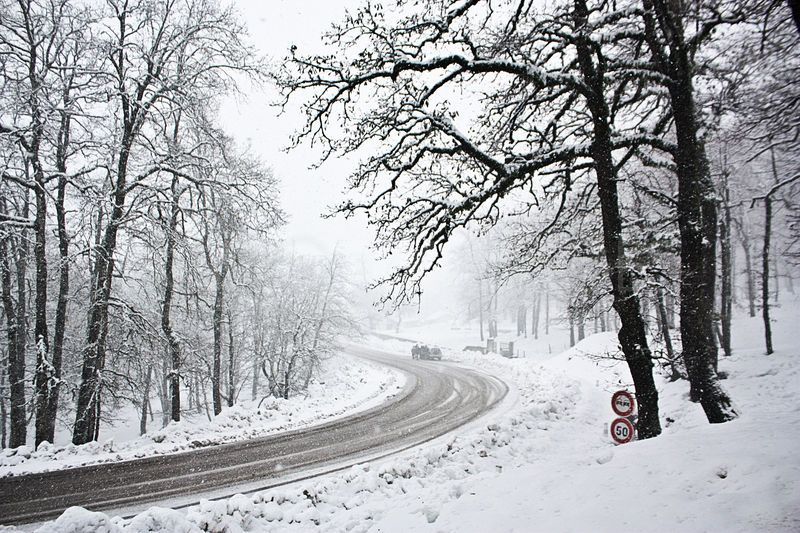
Snöfall nära Tabarka, 2 januari 2015